# Mansonfamiljen
Mansonfamiljen utgjordes av ett antal personer som utförde brott och mord på Charles Mansons order. Gruppen bodde på en ranch vid Topanga Canyon i Santa Susana-bergen i Los Angeles-området.
Mansonfamiljens mest beryktade våldsdåd var morden på Sharon Tate, skådespelerska och gift med filmregissören Roman Polański, och fyra andra personer. Natten till den 9 augusti 1969 bröt sig fyra medlemmar ur Mansonfamiljen in i Tates bostad i Los Angeles och mördade Steven Parent, Sharon Tate (som var höggravid), Abigail Folger, Wojciech (Wojtek) Frykowski och Jay Sebring. Morden utfördes med utstuderad bestialitet. De tre förövarna till morden, Charles ”Tex” Watson, Susan Atkins och Patricia Krenwinkel, dömdes till döden. Linda Kasabian som varit med i bilen men inte inne i huset gavs immunitet i utbyte mot sitt vittnesmål i rättegången. Dagen efter mordet utförde Watson, Krenwinkel och Leslie Van Houten ytterligare mord, på Leno och Rosemary LaBianca. Sammanlagt åtalades gruppen för nio mord. Leslie Van Houten som var med vid LaBianca-morden dömdes också till döden. Samtliga dödsstraff omvandlades dock till livstids fängelse efter att dödsstraffet avskaffades i Kalifornien (det har senare återinförts). På grund av problem med Van Houtens försvar (hennes försvarsadvokat hade försvunnit under rättegången) ogillades domen mot henne och hon gavs en ny rättegång 1977. Under tiden som rättegången pågick var hon frisläppt mot borgen.
Andra mord som begicks av "familjens" medlemmar var mordet på musikläraren Gary Hinman. Detta mord utfördes av Bobby Beausoleil den 27 juli 1969. Susan Atkins var med vid mordet och det var när hon satt häktad i samband med det dådet som hon berättade för sina cellkamrater att hon dödat Sharon Tate, vilket var en av anledningarna till att "familjen" häktades för Tate/LaBianca-morden. Bruce Davis och Steve Grogan dömdes senare för mordet på Donald "Shorty" Shea som arbetade på Spahn Ranch. Grogan hjälpte senare polisen att hitta platsen där liket var begravt och han blev frisläppt 1985 och är således den enda "familjemedlem" som dömts för mord och sedan blivit frisläppt. De övriga medlemmarna har upprepade gånger ansökt om att bli frigivna men alltid blivit nekade. Atkins var den kvinna som suttit fängslad längst i Kalifornien. Efter hennes död innehas den posten av Krenwinkel.

## Medlemmar (urval)
- Susan ”Sadie” Atkins
- Patricia ”Katie” Krenwinkel
- Charles ”Tex” Watson
- Linda Kasabian
- Leslie Van Houten
- Lynette Fromme
- Bobby Beausoleil
- Steve Grogan
- Mary Brunner
- Bruce Davis
- Sandra Good
- Catherine Share
- Barbara Hoyt (vittnade i rättegången efter att andra medlemmar i familjen försökt mörda henne)
- Paul Watkins (bestämde sig för att lämna gruppen och vittnade sedan mot dem)